# Alfred de Falloux
Pour les articles homonymes, voir Falloux.
Ne doit pas être confondu avec Frédéric de Falloux du Coudray.
Le comte Frédéric Alfred Pierre de Falloux du Coudray, né à Angers (Maine-et-Loire) le 8 mai 1811 et mort à Angers le 6 janvier 1886, est un journaliste, historien et homme politique français du courant légitimiste.

## Biographie

### Carrière politique
Né d'un père anobli par Charles X, Falloux commence sa carrière comme journaliste légitimiste et clérical, sous l'influence de Madame Swetchine. En 1846, il est élu député de Maine-et-Loire. Il accueille avec bienveillance la révolution de février 1848. Élu député à l'Assemblée nationale en février 1848, comme « républicain du lendemain », il y est l'adversaire acharné des Ateliers nationaux dont il obtient la dissolution en juin 1848, provoquant indirectement les répressions des journées de Juin.
Le 13 mai 1849, il est réélu à l'Assemblée législative. Le président de la République Louis-Napoléon Bonaparte, dont il avait soutenu la candidature, le nomme ministre de l'Instruction publique et des cultes dans le premier gouvernement Odilon Barrot en décembre 1848. Mais ses désaccords avec le président, notamment sur la question romaine, l'amènent à démissionner quelques mois plus tard en octobre 1849[réf. nécessaire].
Entre-temps, le 15 mars 1850, il avait néanmoins réussi à faire passer la loi qui porte son nom et qui organisait l'enseignement primaire et secondaire. Cette loi prévoyait que le clergé et les membres d'ordres religieux, hommes et femmes, pourraient enseigner sans produire d'autre qualification qu'une lettre d'obédience. Cette exemption fut même étendue aux prêtres qui enseignaient dans les écoles secondaires, alors qu'un grade universitaire était exigé des enseignants laïcs. De leur côté, les écoles primaires étaient placées sous la surveillance des curés.
Opposé au régime impérial malgré sa conversion au libéralisme, il n'occupa aucun poste pendant le Second Empire. Durant le coup d'état du 2 décembre, il rejoignit les protestataires, fut arrêté et détenu quelques semaines à la prison de Mazas puis au fort du Ham. Retiré, par la suite, sur ses terres du Bourg-d'Iré, en Anjou, il continua néanmoins de suivre l'évolution de la vie politique. Il y participait activement, au sein du Correspondant dont il fut, avec le comte de Montalembert et Augustin Cochin, l'un des fondateurs, à la lutte contre les catholiques intransigeants et leur chef, Louis Veuillot. Falloux fut élu membre de l'Académie française en 1856. Il cautionne par sa présence le 4 avril 1856 la fondation par Augustin Louis Cauchy de l'Œuvre des Écoles d'Orient, plus connue actuellement sous le nom de l'Œuvre d'Orient. Il va même accepter d’être membre de son 1er Conseil général le 25 de la même année.
En tant que partisan d'une monarchie parlementaire, il se trouva en butte à la fois aux idées conservatrices du « comte de Chambord », et aux principes anti-libéraux des ultramontains et du pape Pie IX : ces derniers voyaient dans le catholicisme libéral une « véritable lèpre ». Il s'efforça, en vain, et contre l'avis de l'héritier des Bourbons, de négocier la fusion entre les légitimistes et les orléanistes, et l'évêque Charles-Émile Freppel l'excommunia d'ailleurs en 1876. Sa prise de position pour le « ralliement » sera saluée à titre posthume dans l'encyclique Au milieu des sollicitudes (1892) du pape Léon XIII.

### Carrière littéraire
Falloux est surtout un historien des contre-révolutionnaires de 1789, notamment par son Histoire de Louis XVI (1840), son Histoire de Saint Pie V (1845), son essai De la contre-révolution (1876) et ses Mémoires d'un royaliste posthumes.

## Galerie

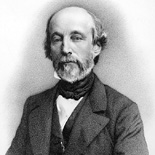
Portrait d'Alfred de Falloux.
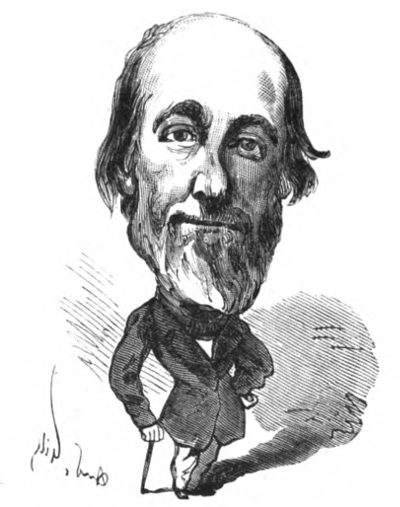
Alfred de Falloux par André Gill. Dessin paru dans Le Trombinoscope de Touchatout en 1873.
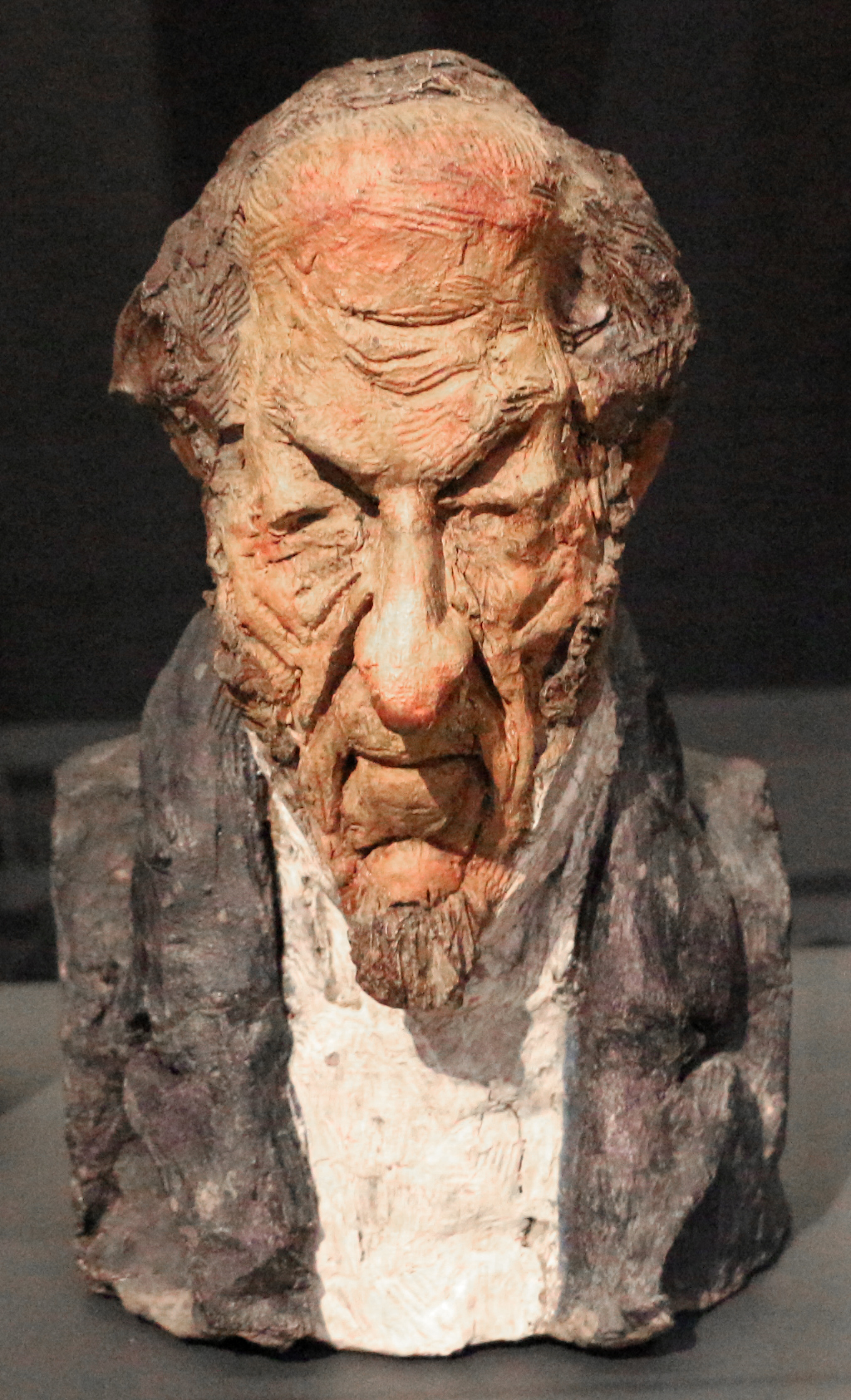
Alfred de Falloux par Honoré Daumier.

## Principales publications
- Louis XVI (1840)
- Histoire de saint Pie V, pape, de l'ordre des Frères prêcheurs (1844)
- Discours de M. de Falloux sur la situation du pays et sur les ateliers nationaux à la séance de l'Assemblée nationale du 24 mai 1848 (1849) Texte en ligne
- Le Parti catholique, ce qu'il a été, ce qu'il est devenu (1856)
- Itinéraire de Turin à Rome (1861)
- Madame Swetchine, sa vie et ses œuvres, publiées par M. le Cte de Falloux (2 volumes, 1860)
- Lettres de Mme Swetchine, publiées par M. le Cte de Falloux (2 volumes, 1862) Texte en ligne 1 2
- Augustin Cochin (1875)
- L'Évêque d'Orléans (1879)
- De l'Unité nationale (1880)
- Discours et mélanges politiques (1882)
- Études et souvenirs (1885) Texte en ligne
- Mémoires d'un royaliste (2 volumes 1888) Texte en ligne 1 2
- Correspondance d'Alfred de Falloux avec Augustin Cochin : 1854-1872, établie et annotée par Jean-Louis Ormières, H. Champion, Paris, 2003